# ジョルジョ・スカルヴィーニ
ジョルジョ・スカルヴィーニ（Giorgio Scalvini, 2003年12月11日 - ）は、イタリア・キアーリ出身のサッカー選手。アタランタBC所属。イタリア代表。ポジションはディフェンダー。

## クラブ経歴
ブレシア県のキアーリで生まれ、10歳の時にブレシアの下部組織に入団、2年後にはアタランタの下部組織に加わった。
2020-21シーズンはプリマヴェーラを主戦場としつつも、トップチームのセリエAやUEFAチャンピオンズリーグの数試合でベンチ入りを経験。
翌2021-22シーズンはトップチームの一員ともなり、17歳で迎えた2021年10月24日、ホームのゲヴィス・スタジアムで行われたセリエA第9節のウディネーゼ戦で、1-0と勝ち越しているなか、86分からルスラン・マリノフスキーに代わって出場。試合はその後追いつかれ、1-1の引き分けとなったが、これがトップチームでの公式戦デビューとなった。
その後、2022年1月12日のコッパ・イタリアベスト16のホームでのヴェネツィア戦で初の先発を飾り、また4月7日にはUEFAヨーロッパリーグ準々決勝1stレグのアウェイでのライプツィヒ戦で62分から交代出場して、欧州の舞台にデビューした。同月18日のホームでの第33節ヴェローナ戦では、0-2と負け越しているなか、82分に右サイドからのダヴィデ・ザッパコスタのクロスに頭で合わせ、トップチームでの初得点を決めた。
2022-23シーズンは10代でありながらリーグ戦32試合に出場するなどアタランタのレギュラーとして活躍し、2023年のゴールデンボーイ賞候補にイタリア人として唯一ノミネートした。
2024年6月2日、セリエA最終節のフィオレンティーナ戦では得点を挙げたものの試合終了間際に負傷。左膝の前十字靭帯断裂の大怪我と診断され、直後に控えていたUEFA EURO 2024を含む年内の復帰は困難となった。

## 代表経歴

### ユース代表
2021年11月5日、17歳でU-21イタリア代表の初招集を受けた。12日のUEFA U-21欧州選手権2023予選のアウェイでのU-21アイルランド代表戦はベンチ入りしなかったものの、16日にスタディオ・ベニート・スティルペで行われたU-21ルーマニア代表との親善試合で先発フル出場。2点を先行されたものの、その後にイタリアが4点を奪い、デビュー戦を勝利で飾った。

### A代表
2022年1月24日、3月のカタールW杯プレーオフを見据えて1月26日から3日間行われる、ロベルト・マンチーニ率いるイタリアA代表のトレーニングに参加する35名が発表され、自身も含め7名がアッズーリ初招集となった。しかし、開始直前の26日にアレッサンドロ・バストーニと共に不参加となることが発表された。そこからおよそ5か月後の6月14日、アウェイのボルシア・パルクで行われたUEFAネーションズリーグ2022-23のドイツ代表との試合で0-2で負け越しているなか、後半開始と共にジャコモ・ラスパドーリに代わってピッチに入り、18歳でイタリアA代表でデビューした。
2024年5月、スカルヴィーニはUEFA EURO 2024に挑む30人の候補メンバーにリストアップされていたものの、前述の前十字靭帯断裂によって出場は叶わなかった。

## 個人成績

### クラブでの成績
2024年11月15日現在
| クラブ          | シーズン       | リーグ戦         | リーグ戦 | リーグ戦 | カップ戦 | カップ戦 | 国際大会 | 国際大会 | その他 | その他 | 通算 | 通算 |
| クラブ          | シーズン       | ディビジョン     | 出場     | 得点     | 出場     | 得点     | 出場     | 得点     | 出場   | 得点   | 出場 | 得点 |
| --------------- | -------------- | ---------------- | -------- | -------- | -------- | -------- | -------- | -------- | ------ | ------ | ---- | ---- |
| アタランタ U-19 | 2021-22        | プリマヴェーラ 1 | 8        | 3        | —        | —        | 0        | 0        | —      | —      | 8    | 3    |
| アタランタ      | 2021-22        | セリエA          | 18       | 1        | 1        | 0        | 2        | 0        | —      | —      | 21   | 1    |
| アタランタ      | 2022-23        | セリエA          | 32       | 2        | 2        | 0        | —        | —        | —      | —      | 34   | 2    |
| アタランタ      | 2023-24        | セリエA          | 33       | 1        | 3        | 0        | 8        | 1        | —      | —      | 44   | 2    |
| アタランタ      | 2024-25        | セリエA          | 0        | 0        |          |          | 0        | 0        | —      | —      | 0    | 0    |
| キャリア総通算  | キャリア総通算 | キャリア総通算   | 91       | 7        | 6        | 0        | 10       | 1        | —      | —      | 107  | 8    |

1. 1 2  UEFAヨーロッパリーグ

### 代表での成績
| イタリア代表 | 国際Aマッチ | 国際Aマッチ |
| 年           | 出場        | 得点        |
| ------------ | ----------- | ----------- |
| 2022         | 3           | 0           |
| 2023         | 4           | 0           |
| 2024         | 1           | 0           |
| 通算         | 8           | 0           |

## タイトル
- UEFAヨーロッパリーグ : 2023-24
- U-21イタリア人年間最優秀選手 : 2023[18]